# Gare de Fréjus Sud-France
Ne doit pas être confondu avec Gare de Fréjus ou Gare de Fréjus - Saint-Raphaël.
La gare de Fréjus Sud-France est une ancienne gare ferroviaire française de la ligne de chemin de fer Toulon - Saint-Raphaël des Chemins de fer de Provence (CP) et l'un des dépôts de la compagnie, situé sur le territoire de la commune de Fréjus, dans le département du Var en région PACA.

## Histoire
Avec la mise en service de la ligne entre Saint-Raphaël et la gare de La Foux (appelée à l'époque Cogolin Saint-Tropez), la compagnie établit une gare à Fréjus au sud du bourg (dans une zone encore vierge de constructions) à quelque 500 mètres de la gare du PLM qui sert également de dépôt pour la compagnie (remisage et entretien).
L'ensemble comprend, un bâtiment voyageur et diverses annexes, une halle à marchandise, une remise à locomotives, une seconde remise et un atelier. Il y a trois voies devant le bâtiments voyageurs dont l'une mène à une plaque tournante pour permettre le retournement des locomotives à vapeur, diverses voies servent au garage et à l'accès aux remises. 
Le 28 avril 1907 un train en service voyageur venant de Saint-Raphaël est envoyé par erreur sur la voie menant à la plaque tournante laquelle n'est pas sur le moment alignée causant le déraillement du convoi. 
Au cours de l'année 1944 ou 1945, la halle à marchandise est détruite, probablement lors des combats à la suite du débarquement de Provence. 
En 1948, alors que la bussification du service est enclenchée et que le train n'assure dès lors que le complément de service aux autobus en nombre encore insuffisant, l'atelier, cinq autobus et les pièces de rechange pour les autorails sont détruits par un incendie reconnu par la suite d'origine criminel. Le bâtiment ne sera pas reconstruit. 

Le dépôt sert dès lors pour le remisage et l'entretien des autobus des CP qui remplacent le train sur le service Toulon - Raphaël. 